# Kanton Sélestat
Kanton Sélestat (fr. Canton de Sélestat) je francouzský kanton v departementu Bas-Rhin v regionu Grand Est. Tvoří ho 29 obcí. Před reformou kantonů 2014 ho tvořilo devět obcí.

## Obce kantonu
od roku 2015:
| - Artolsheim - Baldenheim - Bindernheim - Bœsenbiesen - Bootzheim - Châtenois - Dieffenthal - Ebersheim - Ebersmunster - Elsenheim - Heidolsheim - Hessenheim - Hilsenheim - Kintzheim - Mackenheim | - Marckolsheim - Mussig - Muttersholtz - Ohnenheim - Orschwiller - Richtolsheim - Saasenheim - Scherwiller - Schœnau - Schwobsheim - Sélestat - Sundhouse - La Vancelle - Wittisheim |

před rokem 2015:
- Châtenois
- Dieffenthal
- Ebersheim
- Ebersmunster
- Kintzheim
- Orschwiller
- Scherwiller
- Sélestat
- La Vancelle